# ヴァウール
ヴァウール （Vaour、オック語:Vaur）は、フランス、オクシタニー地域圏、タルヌ県のコミューン。

## 地理
ヴァウールはタルヌ＝エ＝ガロンヌ県との県境にある。アヴェロン川の湾曲の南側、ペンヌ、サンタントナン＝ノブル＝ヴァルやカザルを流れる岸辺に面する。ヴァウールは大陸性気候のゾーンにあり、北はコース地方、南はグレシニェの森やワインづくりが盛んなガイヤコワ地方である。町はコルド＝シュル＝シエルの西18kmにあり、中世、そして観光の村が丘の上に腰かけている。村はコース地方の奇岩地帯の下にあり、グレシニェの森とブドウ畑を見下ろしている。村のある岩山はジュラ紀初期の砂岩で、その風景はカシの森林に覆われた丘陵や、点在する牧草地で構成される。

## 歴史
ヴァウール地方に人が定住したのは、少なくとも青銅器時代初期にさかのぼる。ペルルヴァドのドルメンは県で最大である。ドルメンの建設は紀元前2500年から紀元前1500年の間で、使用されていたのは紀元前500年までである。
また、この土地にケルト人が定住したとみられている。水の崇拝に捧げられたであろう、溝のある舗石が、ヴァウールのコマンドリーが建設された丘の上で見られるからである。
1140年、ペンヌの騎士たちは土地をピエール・ユンベールに寄進した。テンプル騎士団のコマンドリーがそこに建設された。そこにはわずか12人の騎士たちがいて、残りは次のような地方の様々な付属建築物に定住していた。モントリクー、カオール、ラカペル・リヴロンである。テンプル騎士団の騎士たちは、地元住民たちの保護と引き換えに、領主から課せられる義務や課税が免除されていた。コマンドリーの権力は7つのカントン、そしてケルシー地方にまで及んでいた。この影響は、セトフォン修道院およびシャンスラド修道院からの宗教的な寄進、同様にトゥールーズ伯からの寄進で確立されていた。ヴァウールでの生活に関する文書はわずかしかない。フィリップ4世とローマ教皇ボニファティウス8世の論争の最中である1307年、ヴァウールの司令官ベルナール・ド・ロシャはフランス王側についた。

## 人口統計
| 1962年 | 1968年 | 1975年 | 1982年 | 1990年 | 1999年 | 2007年 | 2014年 |
| ------ | ------ | ------ | ------ | ------ | ------ | ------ | ------ |
| 302    | 405    | 352    | 310    | 295    | 248    | 290    | 370    |

参照元:1962年から1999年までは複数コミューンに住所登録をする者の重複分を除いたもの。それ以降は当該コミューンの人口統計によるもの。1999年までEHESS/Cassini、2006年以降INSEE。

## ギャラリー

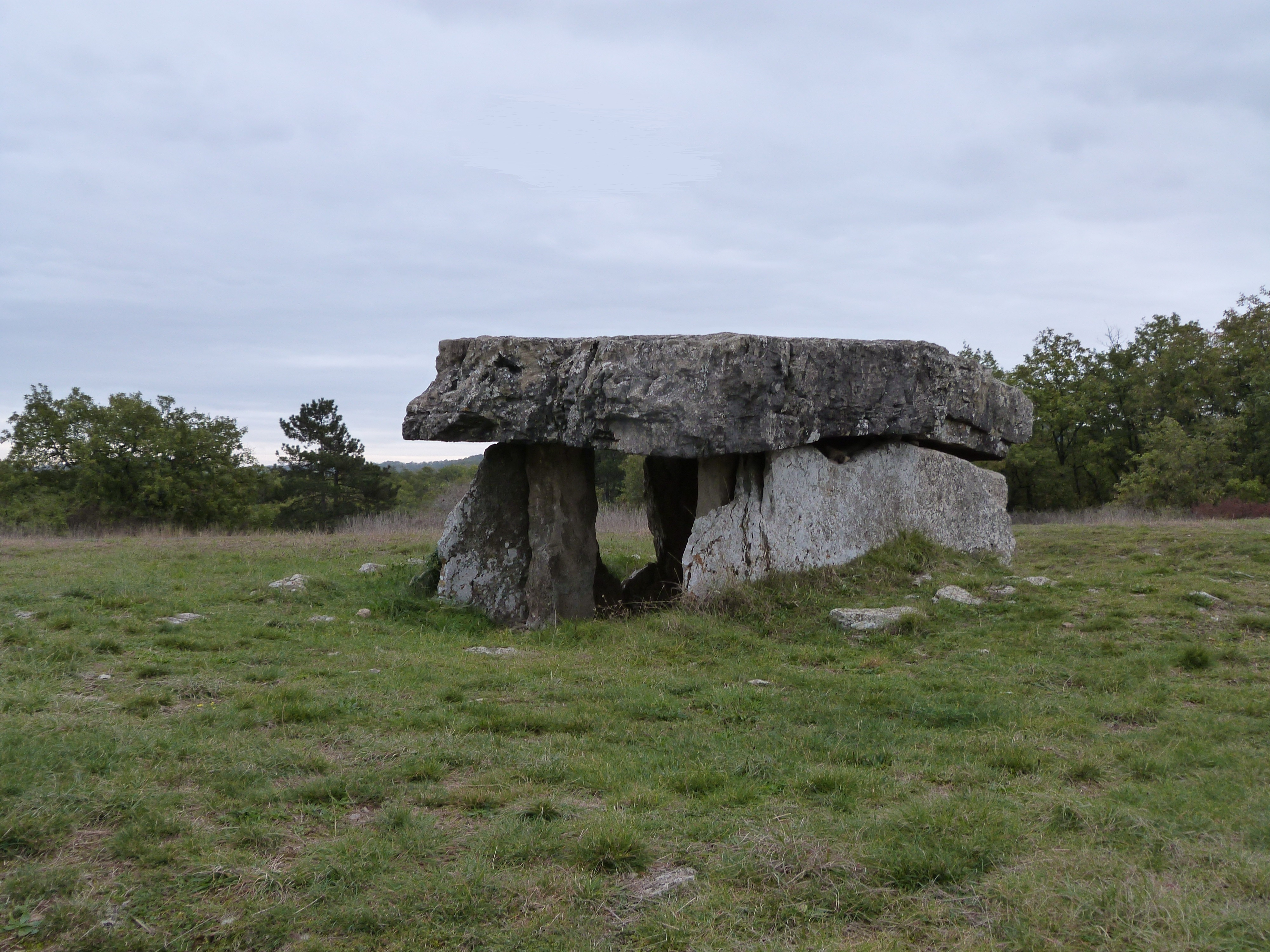
ドルメン
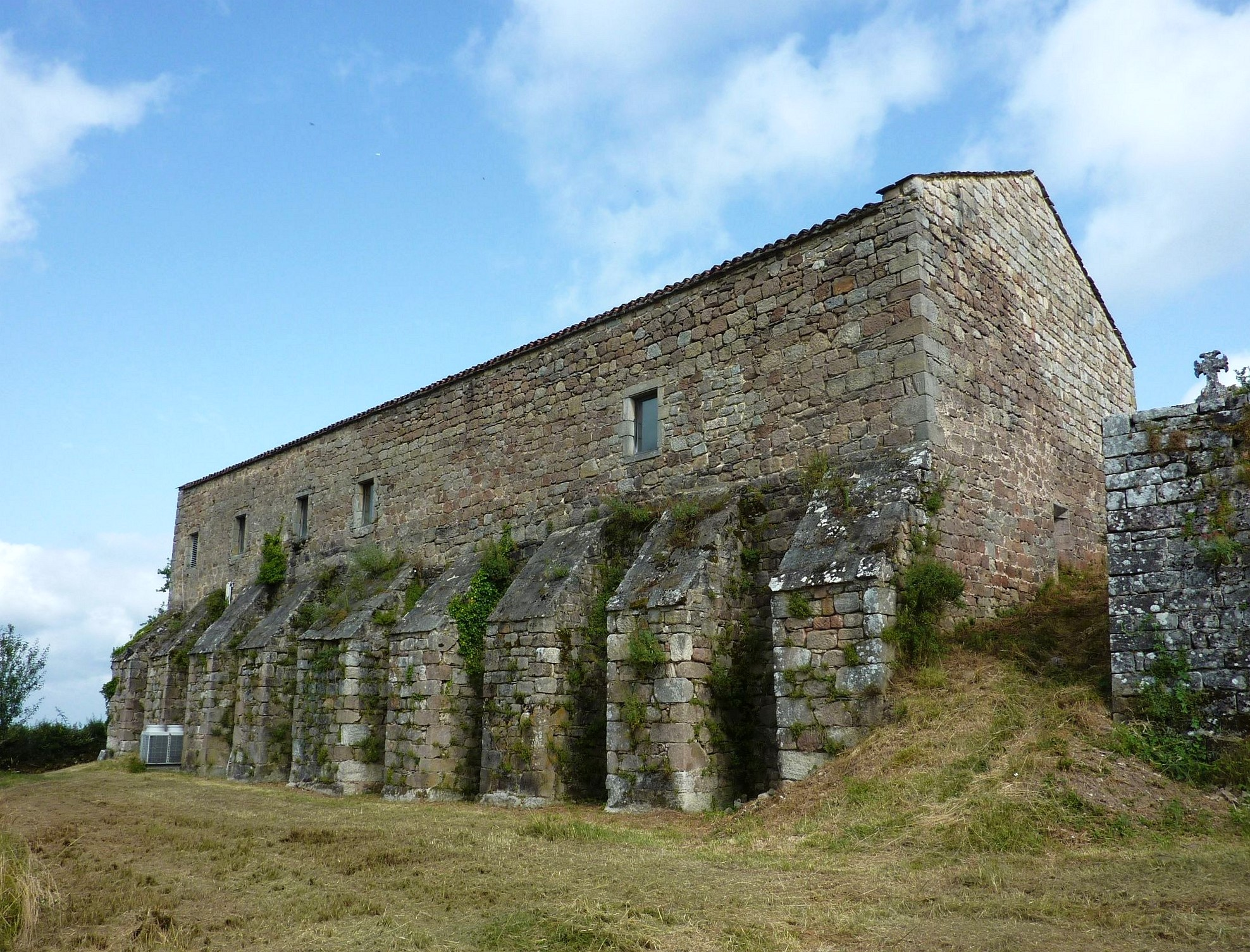
コマンドリー
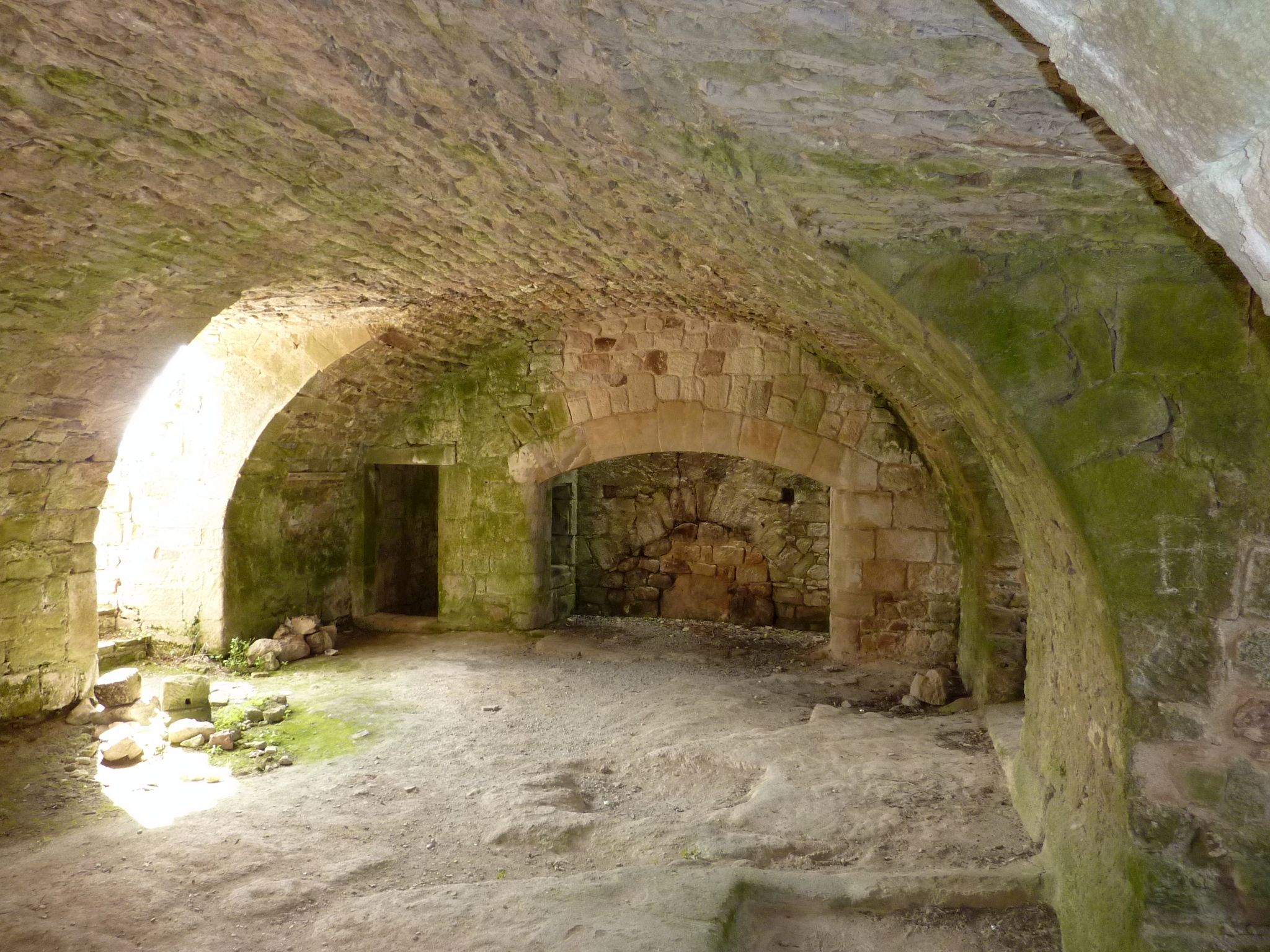
コマンドリー
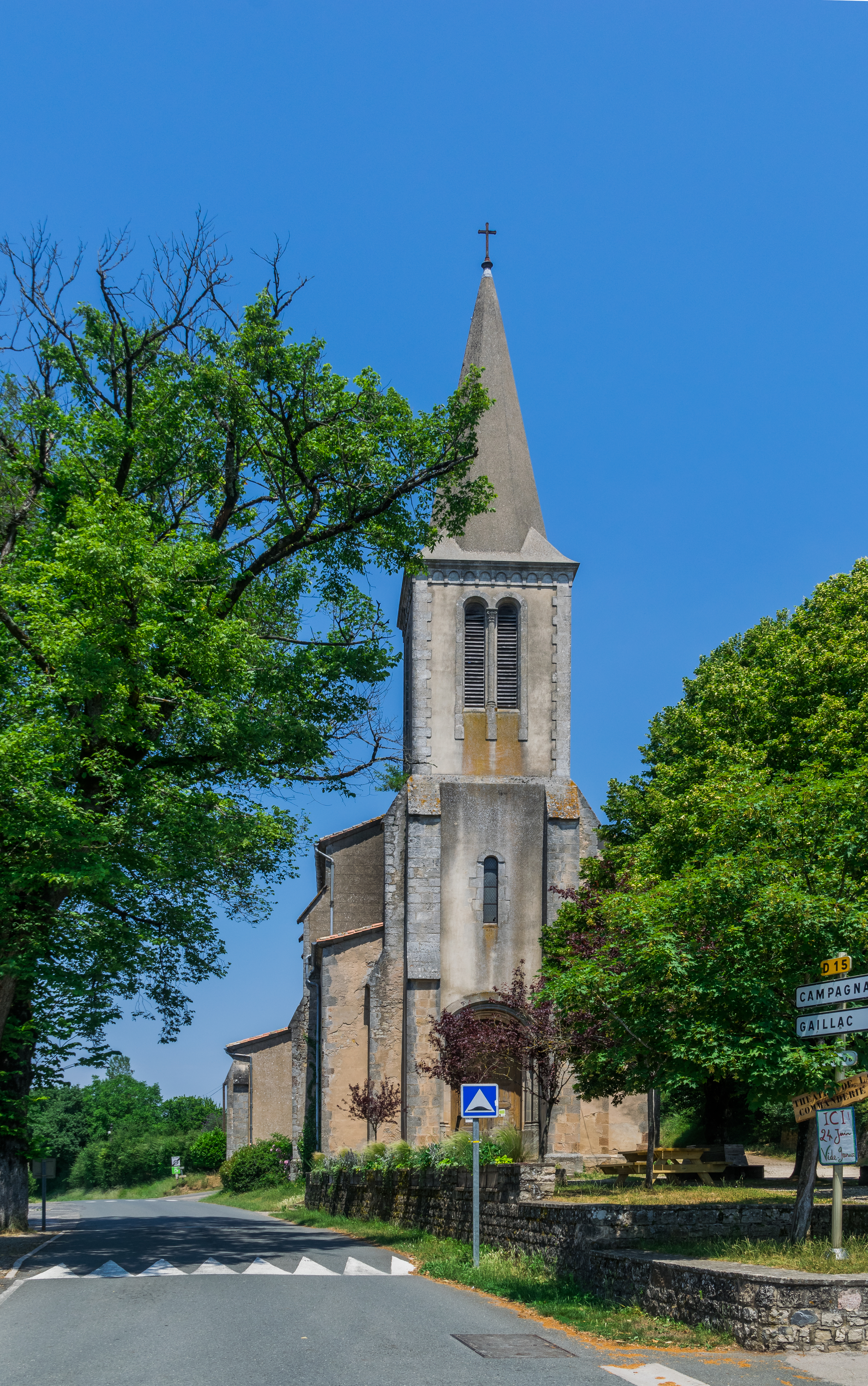
ノートル・ダム・ド・ラソンプション教会